# Maison verte (Vilnius)
Pour les articles homonymes, voir Maison verte.
Le Musée de la Shoah (lituanien: Holokausto Muziejus), aussi connu sous le nom de Maison verte est l'un des trois musées du Musée juif d'État du Gaon de Vilna, situé à Vilnius en Lituanie. la Maison verte est située au 12 rue Pamėnkalnio. C'est le plus petit des trois, mais aussi le plus connu. Pendant de nombreuses années, il a été dirigé par Rachel Kostanian, qui a consacré une grande partie de sa vie à la recherche de la vérité sur la Shoah.

## Le musée
Un des fondateurs de ce musée est le Dr Rachel Margolis, qui a fait pendant plusieurs années la une des journaux comme vétéran partisane juive antinazie, cible de nombreuses campagnes antisémites par des historiens négationnistes et poursuivie pour diffamation par des procureurs locaux. Dans l'impossibilité de retourner en Lituanie pour des questions de sécurité, après son départ pour Israël, sa cause a été relayée par des membres du Congrès des États-Unis et par des membres de la Chambre des lords britannique. Le musée est célèbre pour son témoignage simple et précis de la Shoah en Lituanie et de l'implication massive de la population locale dans les assassinats.
Sa présentation est traditionnelle, même un peu archaïque, très différente de ce que l'on trouve dans les musées modernes, mais est la création sincère des survivants de la Shoah.
À l'extérieur, sur le terre-plein devant le musée, se trouve un petit monument en l'honneur du vice-consul du Japon en Lituanie d'avant la Seconde Guerre mondiale, Chiune Sugihara, qui a émis, malgré les ordres reçus, des milliers de visas, sauvant ainsi de nombreux Juifs d'une mort certaine.
Le musée est situé dans une vieille maison en bois, repeinte en vert, d'où son nom. Il a été ouvert en 1991 et relate dans ses sept salles, le génocide des Juifs lituaniens, en exposant d'authentiques documents, des photographies, des sculptures, des lettres, des journaux intimes et autres reliques.
Un des buts de ce musée est de sensibiliser la jeunesse et de rétablir certaines vérités passées sous silence comme la participation de policiers et soldats lituaniens dans l'extermination des Juifs.  Ce musée a été la première institution de toute l'ancienne Union soviétique à parler et à enseigner la Shoah dès les années 1990
Malgré le manque d'argent, ce petit musée attire de plus en plus d'élèves et d'étudiants locaux ainsi que de nombreux visiteurs étrangers.
Fania Yocheles Brantsovsky, une des rares survivantes de la Shoah est consciente du rôle pédagogique du musée:
« Honneur aux partisans juifs. Les médias de masse antisémites, les procureurs et les politiciens peuvent continuer et continuer à diffamer les héroïques partisans juifs qui se sont échappés du ghetto pour se joindre au combat pour libérer la Lituanie des nazis. Mais ici, dans la maison verte de Rachel Kostanian, leurs photos restent en place, et ils regardent fièrement et courageusement afin d'inspirer pour toujours les nouvelles générations de jeunes gens et de les inciter à se lever contre la tyrannie et combattre pour la liberté. »

## La Shoah en Lituanie
Le 22 juin 1941, quand les Allemands envahissent la Lituanie, environ 240 000 Juifs vivent dans le pays en comptant les réfugiés de Pologne. À la fin de la guerre, il n'en reste que 10 000. Près de 94 % des Juifs lituaniens sont enterrés à Poneriai, au neuvième fort de Kaunas, ou dans des puits près de leur maison, dans la forêt ou dans des cimetières juifs. Dans de nombreux cas, ils ont été assassinés par leurs voisins, leurs camarades de classe ou de travail, leurs patients.
La première étape de la Shoah se situe entre l'été et l'automne 1941, quand environ 100 000 Juifs sont assassinés dans la campagne et les bois autour des grandes villes. Les Juifs sont alors parqués dans des ghettos. À l'automne 1941, le ghetto de Vilnius rassemble 40 000 Juifs, celui de Kaunas (Ghetto de Kovno) 30 000 personnes et celui de Siauliai 5 950 personnes. Les Juifs de ces ghettos sont exploités par l'occupant et par la population locale, avant d'être progressivement éliminés. D'autres ghettos plus petits existent à Švenčionys et Oshmyany, liquidés au printemps 1943.
Quand les Allemands quittent la Lituanie à l'été 1944, chassés par l'Armée soviétique, ils embarquent les derniers Juifs survivants des ghettos, et la plupart d'entre eux vont mourir dans des camps d'extermination en Allemagne, Pologne ou Estonie.  
De rares survivants échappent aux rafles en se cachant dans les sous-sols du ghetto ou grâce à une poignée de Lituaniens qui les cachent au péril de leur vie. 

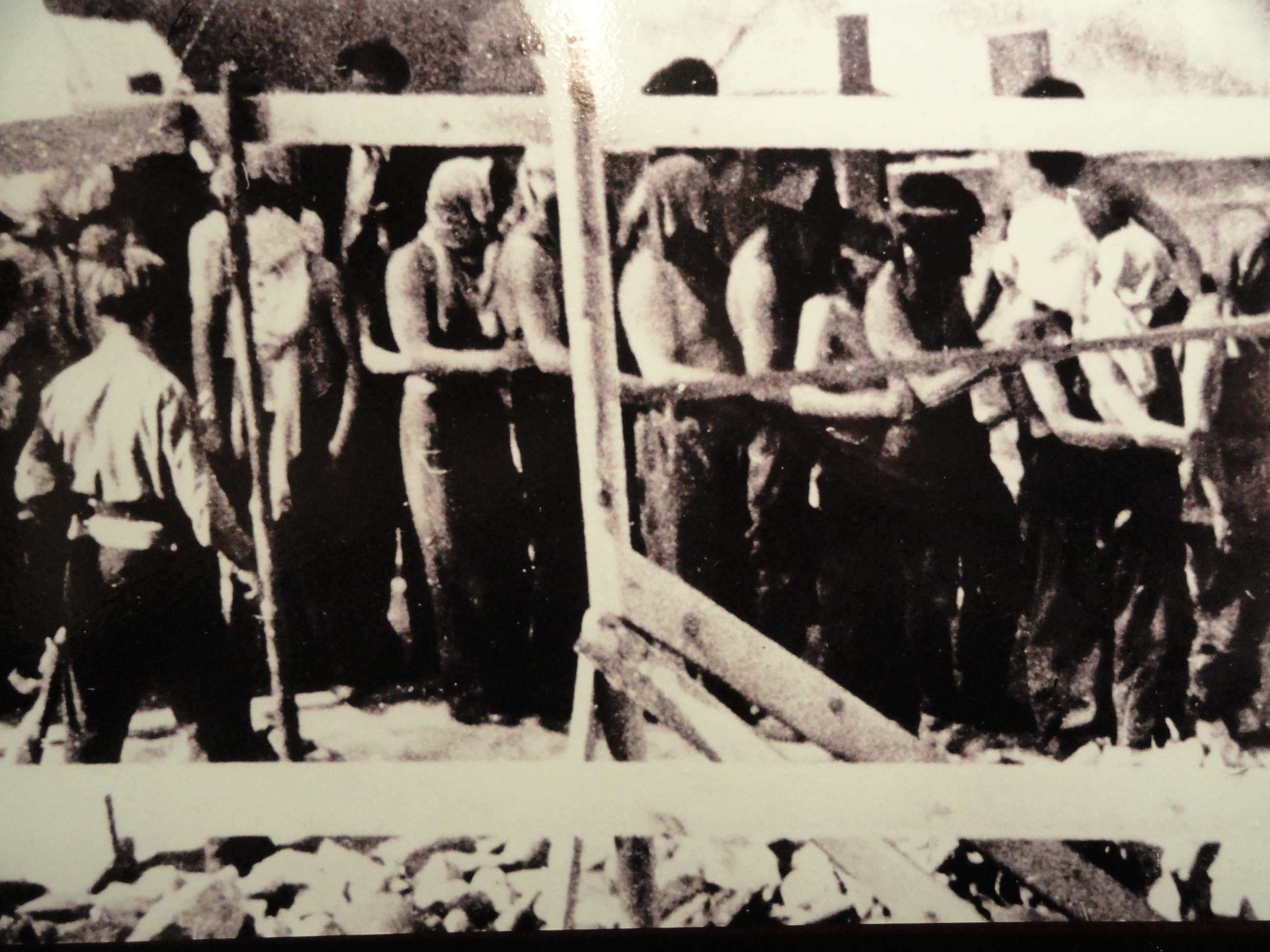
Le massacre de Poneriai (Photo la Maison Verte)
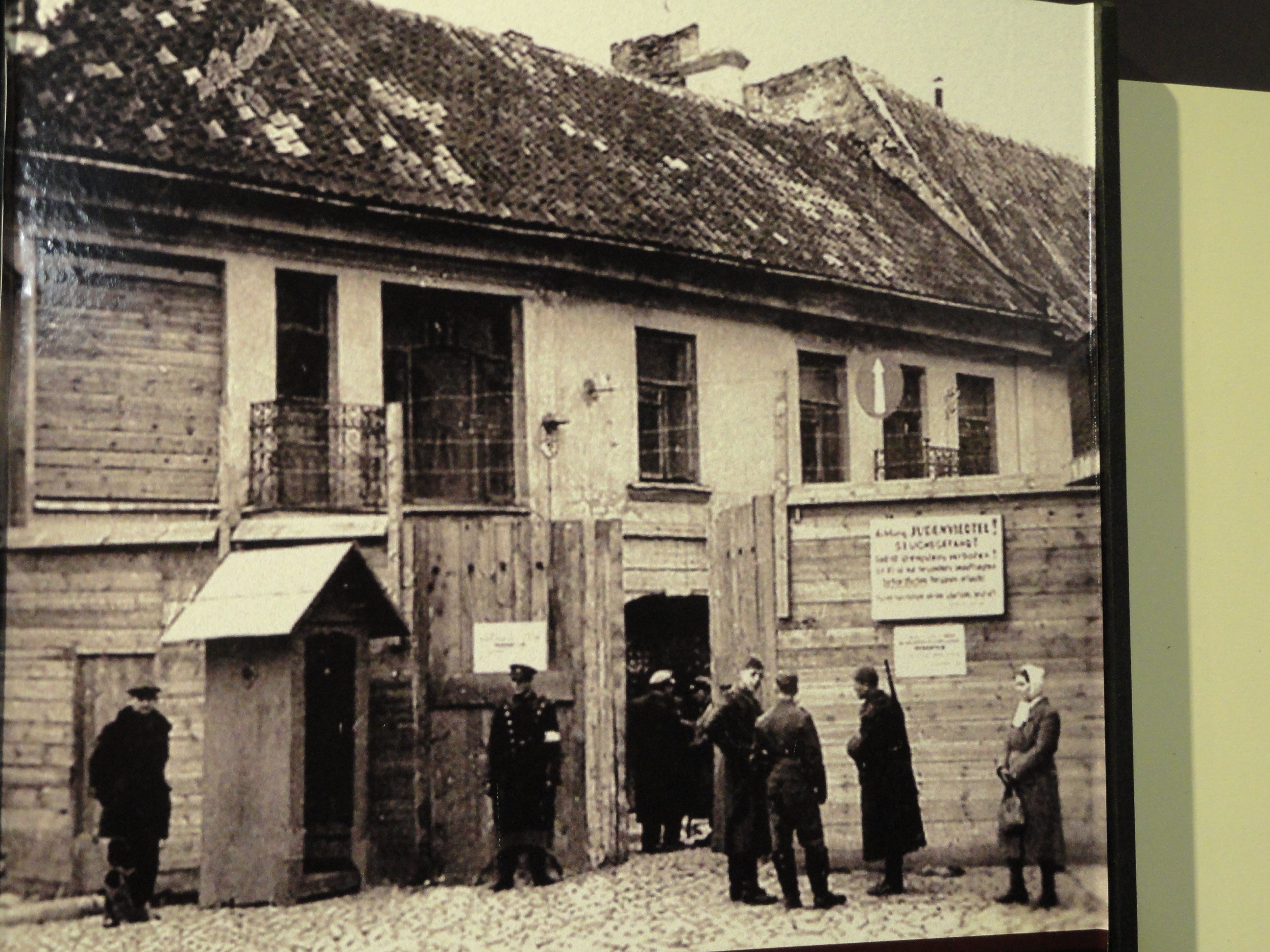
L'entrée du ghetto de Vilnius (Photo la Maison Verte)

## Contenu de l'exposition
Le musée présente des documents et des photos qui interpellent les visiteurs. Toutes sont sous-titrées en lituanien, en anglais et en yiddish.
Parmi les documents présentés, on trouve le rapport du 1er septembre 1941 de Karl Jäger, chef du Einsatzkommando 3, fier d'avoir massacré 137 346 Juifs et qui détaille ville par ville le nombre de personnes tuées. Il ajoute: 
« Aujourd'hui, je confirme que notre objectif de résoudre le problème juif pour la Lituanie a été atteint par le EK3. En Lituanie, il n'y a plus de Juifs à part les travailleurs juifs et leur famille.

soit: à Schaulen: environ 4 500, à Kaunas; environ 15 000 et à Vilnius: environ 15 000. 
 J'avais l'intention de tuer ces travailleurs juifs ainsi que leur famille, mais j'ai eu une forte opposition de la part l'administration civile (le Reichskommissar) et de la Wehrmacht et les instructions ont été transmises que ces Juifs et leur famille ne devaient pas être exécutés.
 Il a été possible d'atteindre notre objectif de rendre la Lituanie « libre de Juifs » (judenfrei) en formant des escadrons pour les rafles, constitués d'hommes spécialement sélectionnés, conduits par l'Obersturmführer Hamann, qui a approuvé mon objectif et qui a compris l'importance de s'assurer la coopération des partisans lituaniens et des autorités civiles adéquates. »
Dans un extrait du journal intime de l'archevêque métropolitain Juozapas Skvireckas (1873-1959), écrit à la date du 25 (ou 27) juin 1941:
« Le combat contre les Juifs continue. Les Juifs n'ont pas arrêté leurs attaques. Toutes les maisons sont fouillées, et des groupes de criminels sont conduits pour être fusillés. Hitler est non seulement un ennemi des Juifs, mais sa pensée est aussi très juste, car il y a plein d'informations concernant les massacres perpétrés par les bolcheviks et par les Juifs; »
Le musée n'oublie pas aussi de mentionner et d'honorer ceux qui aidèrent au péril de leur vie à sauver des Juifs. Parmi eux:  le vice-consul du Japon à Vilnius, Chiune Sugihara;  le représentant de la société néerlandaise Philips en Lituanie,  Jan Zwartendijk, qui, après l'invasion de la Hollande par les Allemands, est nommé représentant plénipotentiaire des Pays-Bas pour les Pays baltes. En tant que tel, il  émit 2 345 visas pour des Juifs à destination de Curaçao ou de Suriname (alors colonies néerlandaises) et leur obtint des billets sur le transsibérien pour fuir à travers l'Union soviétique vers Shanghai. En 1987, Zwartendjik se voit décerner le titre de  Juste parmi les nations par le mémorial de Yad Vashem en Israël; et le soldat autrichien de la Wehrmacht Anton Schmid, qui sauva 300 Juifs, puis fut arrêté par la Gestapo et fusillé en 1942 comme traître au Reich pour avoir aidé des Juifs.  En 1967, il est nommé à titre posthume Juste parmi les nations.

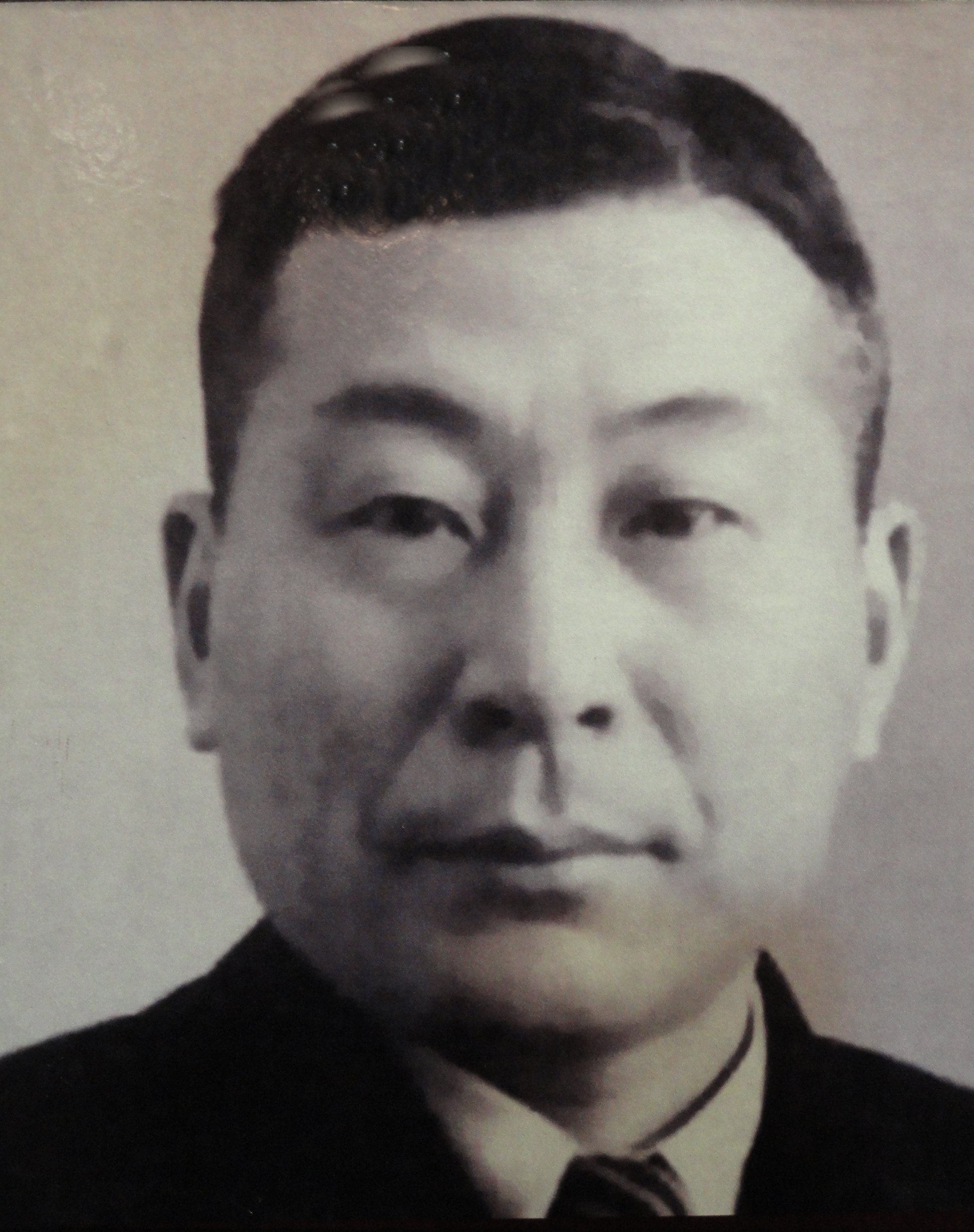
Chiune Sugihara
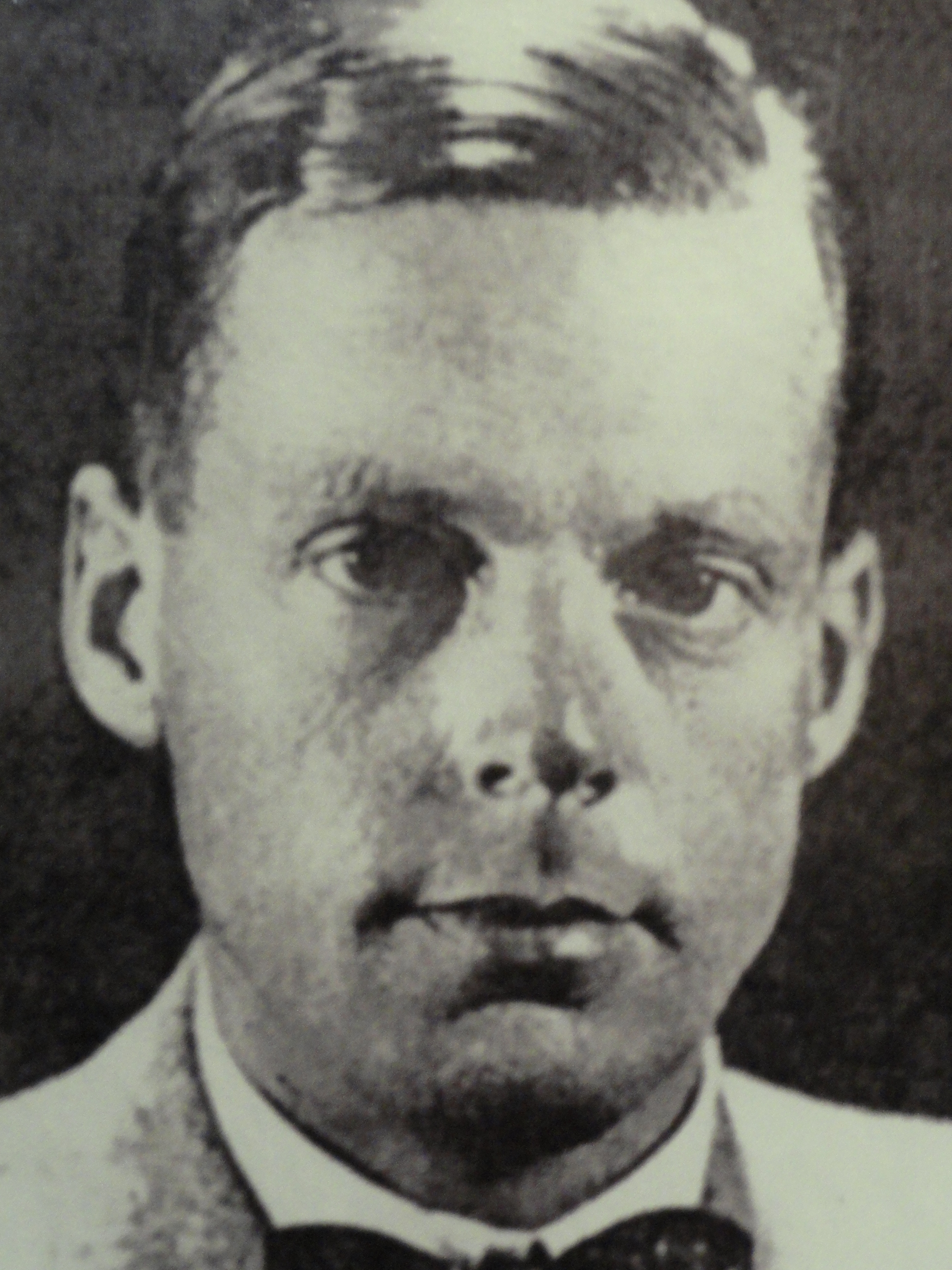
Jan Zwartendijk
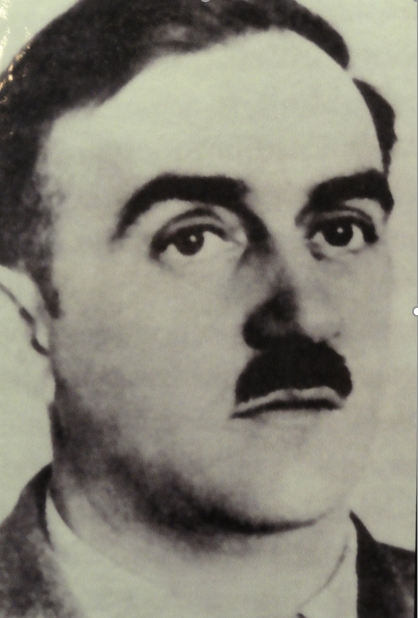
Anton Schmid